# زیردریایی یو-۳۹ (۱۹۳۸)
زیردریایی یو-۳۹ (۱۹۳۸) (به انگلیسی: German submarine U-39 (1938)) یک زیردریایی بود که طول آن ۷۶٫۵ متر (۲۵۱ فوت) و ارتفاع آن ۹٫۴ متر (۳۰ فوت ۱۰ اینچ) بود. این زیردریایی در سال ۱۹۳۸ ساخته شد.